# 369-я стрелковая дивизия
369-я стрелковая Карачевская Краснознамённая дивизия — воинское соединение РККА в Великой Отечественной войне.

## История
Дивизия формировалась с июля 1941 года в лагере в районе Чебаркуля (Челябинская область), в основном из призывников Челябинской области, Башкирии и Кургана старших возрастов (35-40 лет).
В сентябре 1941 была переброшена в Курган, где продолжала доукомплектовываться людьми, техникой и готовиться к боям.
19 октября 1941 года — день принятия воинской присяги всем личным составом дивизии.
6 ноября 1941 года дивизия получила приказ о переброске на фронт.
12 ноября, совершив пеший марш до Кургана, дивизия погрузилась в «теплушки» и отправилась в направлении Тихвина на Ленинградский фронт. По дороге эшелоны подвергались обстрелам с самолётов, были раненые
16 ноября эшелоны дивизии прибыли на станцию Грязовец.
В декабре 1941 года дивизию погрузили на станции Череповец и отправили на Калининский фронт.
К 20 декабря 1941 года дивизия должна была высадиться в районе города Торжок, однако в связи с загруженностью железной дороги последний эшелон разгрузился только утром 24 декабря 1941 года в Лихославле.
В действующей армии с 22 декабря 1941 по 15 апреля 1943 и с 12 июля 1943 по 9 мая 1945 года.
28 декабря 1941 года была введена в наступление из резерва между 220-й и 183-й стрелковыми дивизиями в общем направлении на Богатьково, Маслово. Ввод в бой дивизии сыграл решающую роль в общем наступлении.
29 декабря 1941 года дивизия сбила неприятеля с рубежа реки Тьма, овладела Сенчуково, Лаврово, Бродово и к исходу дня вела бой за Овсянники,
к 30 декабря 1941 года вышла на рубеж Маслово, Красное, Братково, Железово.
С 1 января 1942 года дивизия ввела упорные бои на рубеже Дунилово, Малое Карпово, Плотниково, Немцово, в результате которых вышла на рубеж: Старшевицы, Дешёвка, Малое Карпово, захватила трофеи: 8 орудий, до 15 пулемётов, 19 автомашин и другое военное имущество, склады.
С 11 по 15 января 1942 вела упорные бои за Дешёвка-Космариха, участвуя в Ржевско-Вяземской операции, безуспешно наступает непосредственно на Ржев.
В ночь на 15 января 1942 года сдав боевой участок 220-й стрелковой дивизии, дивизия форсированным маршем перешла в район Мончалово, Окороково, Тальцы.
В ночь с 17 на 18 января 1942 года дивизия перешла в наступление и заняла Толстиково, создав угрозу противнику в направлении станции Ржев-2. Подтянув силы противник выбил части дивизии из Толстиково.
По 21 января 1942 года части дивизии продолжали бои за ст. Ржев-2, Толстиково, которые успеха не имели.
До 29 января 1942 года дивизия занимала оборону на этом рубеже, отбивая многочисленные атаки противника, была окружена
29 января 1942 года дивизия сдала участок частям 183-й и 188-й дивизиям
30 января 1942 года дивизия включена в опергруппу генерал-майора Поленова (29А) вместе с 365-й и 246-й стрелковыми дивизиями с задачей пробиться на соединение с 30-й армией А. Готовились к наступлению на Малахово, Соколово, Бродниково. Имела задачу одним полком оборонять Брехово, двумя другими наступать на Малахово, Бродниково, Кокошкино, прорывать кольцо окружения.
1 февраля 1942 года с утра переходит в наступление в направлении Малахово, Соколово, Бродниково в составе группы генерал-майора Поленова вместе с 365-й и частью сил 246-й стрелковых дивизий.
2 февраля 1942 года наступление группы генерал-майора Поленова приостановлено контрнаступлением противника из района Грива, Федотово, Жуково, Рязанцево силами одна-две роты с каждого направления на рубеже 150 метров южнее Малахово, и 300 метров южнее Соколово.
3 февраля 1942 годагруппа ведёт бой за восстановление положения и удержания рубежа: лес в 2 километрах западнее высоты 192.2 — Брехово и района Чертолино, Карпово, Тушино.
7 февраля 1942 года ведёт бой в окружении на рубеже: лес 3 км западнее высоты 209.1, казармы восточнее станции Мончалово, высота 196.5 западнее Брехово.
12 февраля 1942 года Дивизия держит оборону в окружении противника в районе Ерзово и Брехово, отбивая многочисленные контратаки пехоты и танков противника (20 километров западнее Ржева). Ночью сброшены продовольствие и боеприпасы — упали на территории противника.
15 февраля 1942 года продолжает бои в окружении, с трудом отражая неоднократные атаки противника. После ночного напряжённого боя дивизия сдала Ерзово. Части готовились к прорыву на юг в ночь на 16 февраля для соединения с частями 39-й армии. Из мемуаров командира немецкой 6-й пехотной дивизии генерала Хорста Гроссмана, посвящённых Ржевской битве. «…Особенно тяжёлым было наступление на так называемую школьную высоту в 1,5 километрах западнее Брехова. Эта высота была изрезана вырытой ещё осенью 1941 года системой окопов и хорошо замаскирована с отличными полями обстрела. Блиндаж, опущенный на 2,5 метра в твёрдую как камень, промёрзшую землю, выдерживал даже снаряды тяжёлой немецкой артиллерии. 120 русских бойцов с большим упорством защищали это укрепление. Против него, пробираясь по глубокому снегу, сражались: с севера — 3-й батальон и с востока 1-й батальон 451-го полка 251-й дивизии под огневым прикрытием её артполка, а также 210-мм мортиры. Две 88-мм зенитки били по блиндажу прямой наводкой. 15 февраля 451-й полк отважно штурмовал этот важный, укреплённый русский опорный пункт. Немецкие части все сильнее сжимали врага в кольце окружения, однако противник под командованием своих офицеров и комиссаров сражался с ожесточённой яростью.»
16 февраля 1942 года вела тяжёлые бои в окружении в районе лес севернее Ерзово и лес 2 км восточнее Ерзово, одновременно имея задачу удержать занимаемый район в течение двух суток до подхода передовых частей 30-й армии, наступающей с севера на соединение с 29-й армии. Скопилось большое количество раненых, отсутствовали боеприпасы, продовольствие и горючее, создалась тяжёлая обстановка. Военный Совет 29-й армии принял решение на прорыв из окружения на соединение с 39-й армией.
17 февраля 1942 года в результате тяжёлых боёв в окружении оборона правофланговой группы 29-й армии была расчленена на три части и нарушена связь. Немецкий генерал Хорст Гроссман указывает, что очень много пленных было из 369-й стрелковой дивизии.
С 18 февраля 1942 выходит из окружения, составляя второй эшелон выходящих частей. Дивизия выходила мелкими группами, самая крупная группа в 120 человек вышла через село Белое к селу Сычёво и вынесла с собой дивизионное знамя, что могло повлиять на то, что дивизия не была расформирована. Выходящие из окружения группы направлялись в деревню Крутцы Ржевского района, где находились тылы дивизии.
В историческом формуляре дивизии этот период именуется так:
 В период с 18.2. по 24.4.42 г. дивизия выполняла ряд частных боевых задач 
24 апреля 1942 года рядовой и младший начсостав дивизии был передан в состав 185-й и 381-й стрелковых дивизий. Средний и старший начсостав дивизии выехал в район дислокации штаба 29-й армии, для формирования.
С 24 апреля 1942 года по 18 июля 1942 года дивизия, формируясь, находится в резерве армии. Произвела инженерно-оборонительные работы по оборудованию оборонительной полосы: Кокошилово, Радюкино, Зальково, Гороватка, Шалдыгино, Шапкин.
В августе 1942 года, уже будучи пополненной и вместе с приданным 52-м дивизионом бронепоездов, участвует в Ржевско-Сычёвской операции, смогла продвинуться на 30-40 километров, опять же Ржев взят не был.
В сентябре 1942 года должна была быть выведена в резерв, однако не была выведена в то время, осенью 1942 года приняла участие во второй Ржевско-Вяземской операции и лишь весной 1943 года была отведена в резерв.
Вновь поступила в действующую армию в июле 1943 года. Участвуя в Брянской операции, 15 августа 1943 года отличилась при освобождении Карачева
На 25 августа 1943 года находилась в населённом пункте Дубровка, западнее города Киров, была введена оттуда в бой, пересекла железную дорогу Рославль — Сухиничи, форсировала Десну и 5 сентября 1943 года вышла к населённом пункту Смолот, севернее Рековичи, c 7 сентября 1943 года вновь в наступлении в западном направлении
28 сентября 1943 года форсировала Сож, в этот же день освободила Кричев, затем освобождала Кричевский район.
18 июня 1944 года форсировала Днепр. 23-25 июня 1944 года в ходе Могилёвской операции прорвала сильно укреплённую оборону противника, форсировала реки Проня и Бася, с боями продвинулась на 25 километров, нанеся врагу значительный урон. Участвовала в непосредственных боях по освобождению Могилёва. Продолжила наступление по Белоруссии, участвовала в уничтожении минской группировки врага.
15 августа 1944 года переправилась через реку Бобр в районе города Осовец, ведёт тяжёлые бои на плацдарме. С начала февраля 1945 участвует в Восточно-Померанской операции, ведёт бои у города Кульм, весь март 1945 ведёт бои на подступах к Гдыне, освобождает Бытув 8 марта 1945 года. С 4 по 15 апреля 1945 года передислоцируется из района Гдыни на рубеж Одера.
20 апреля 1945 года части дивизии переправились через Одер, 23 апреля 1945 года дивизия ведёт уличные бои в городе Гарц, 26 апреля 1945 года освобождает Казеков.
По окончании Великой Отечественной войны дивизия вошла в состав Группы советских оккупационных войск в Германии и вскоре расформирована в июле 1945 года.

## Полное название
369-я стрелковая Карачевская Краснознамённая дивизия

## Состав
- 1223-й стрелковый Краснознамённый полк
- 1225-й стрелковый Осовецкий Краснознамённый орденов Суворова и Александра Невского полк
- 1227-й стрелковый Гдынский Краснознамённый, ордена Александра Невского полк
- 929-й артиллерийский орденов Кутузова и Александра Невского полк
- 236-й отдельный истребительно-противотанковый дивизион
- 428-я отдельная разведывательная рота
- 438-й отдельный сапёрный батальон
- 817-й отдельный батальон связи (300-я отдельная рота связи)
- 451-й медико-санитарный батальон
- 444-я отдельная рота химической защиты
- 481-я автотранспортная рота
- 220-я полевая хлебопекарня
- 789-й дивизионный ветеринарный лазарет
- 1440-я полевая почтовая станция
- 739-я полевая касса Госбанка

## Подчинение
| Дата            | Фронт (округ)           | Армия      | Корпус                  | Примечания                                                         |
| --------------- | ----------------------- | ---------- | ----------------------- | ------------------------------------------------------------------ |
| 01.09.1941 года | Уральский военный округ | —          | —                       | —                                                                  |
| 01.10.1941 года | Уральский военный округ | —          | —                       | —                                                                  |
| 01.11.1941 года | Уральский военный округ | —          | —                       | —                                                                  |
| 01.12.1941 года | Резерв Ставки ВГК       | 39-я армия | —                       | —                                                                  |
| 01.01.1942 года | Калининский фронт       | 39-я армия | —                       | —                                                                  |
| 01.02.1942 года | Калининский фронт       | 29-я армия | —                       | —                                                                  |
| 01.03.1942 года | Калининский фронт       | 29-я армия | —                       | —                                                                  |
| 01.04.1942 года | Калининский фронт       | 29-я армия | —                       | —                                                                  |
| 01.05.1942 года | Калининский фронт       | 29-я армия | —                       | —                                                                  |
| 01.06.1942 года | Калининский фронт       | 29-я армия | —                       | —                                                                  |
| 01.07.1942 года | Калининский фронт       | 29-я армия | —                       | —                                                                  |
| 01.08.1942 года | Калининский фронт       | 29-я армия | —                       | —                                                                  |
| 01.09.1942 года | Западный фронт          | 30-я армия | —                       | —                                                                  |
| 01.10.1942 года | Западный фронт          | 30-я армия | —                       | —                                                                  |
| 01.11.1942 года | Западный фронт          | 30-я армия | —                       | —                                                                  |
| 01.12.1942 года | Западный фронт          | 30-я армия | —                       | —                                                                  |
| 01.01.1943 года | Западный фронт          | 30-я армия | —                       | —                                                                  |
| 01.02.1943 года | Западный фронт          | 30-я армия | —                       | —                                                                  |
| 01.03.1943 года | Западный фронт          | 30-я армия | —                       | —                                                                  |
| 01.04.1943 года | Западный фронт          | 30-я армия | —                       | —                                                                  |
| 01.05.1943 года | Резерв Ставки ВГК       | —          | —                       | —                                                                  |
| 01.06.1943 года | Резерв Ставки ВГК       | 11-я армия | —                       | —                                                                  |
| 01.07.1943 года | Резерв Ставки ВГК       | 11-я армия | 53-й стрелковый корпус  | —                                                                  |
| 01.08.1943 года | Брянский фронт          | 11-я армия | 53-й стрелковый корпус  | —                                                                  |
| 01.09.1943 года | Брянский фронт          | 11-я армия | —                       | —                                                                  |
| 01.10.1943 года | Брянский фронт          | 50-я армия | 46-й стрелковый корпус  | с 18 по 20.10.1943 — Центральный фронт, с 20.10.1943 — Белорусский |
| 01.11.1943 года | Белорусский фронт       | 50-я армия | 46-й стрелковый корпус  | —                                                                  |
| 01.12.1943 года | Белорусский фронт       | 50-я армия | 46-й стрелковый корпус  | —                                                                  |
| 01.01.1944 года | Белорусский фронт       | 50-я армия | 46-й стрелковый корпус  | —                                                                  |
| 01.02.1944 года | Белорусский фронт       | 50-я армия | 46-й стрелковый корпус  | —                                                                  |
| 01.03.1944 года | 1-й Белорусский фронт   | 50-я армия | 46-й стрелковый корпус  | —                                                                  |
| 01.04.1944 года | 1-й Белорусский фронт   | 50-я армия | 42-й стрелковый корпус  | —                                                                  |
| 01.05.1944 года | 2-й Белорусский фронт   | 50-я армия | 121-й стрелковый корпус | —                                                                  |
| 01.06.1944 года | 2-й Белорусский фронт   | 50-я армия | 121-й стрелковый корпус | —                                                                  |
| 01.07.1944 года | 2-й Белорусский фронт   | 49-я армия | —                       | —                                                                  |
| 01.08.1944 года | 2-й Белорусский фронт   | 50-я армия | 69-й стрелковый корпус  | —                                                                  |
| 01.09.1944 года | 2-й Белорусский фронт   | 50-я армия | 81-й стрелковый корпус  | —                                                                  |
| 01.10.1944 года | 2-й Белорусский фронт   | 50-я армия | 81-й стрелковый корпус  | —                                                                  |
| 01.11.1944 года | 2-й Белорусский фронт   | 50-я армия | 69-й стрелковый корпус  | —                                                                  |
| 01.12.1944 года | 2-й Белорусский фронт   | 50-я армия | 69-й стрелковый корпус  | —                                                                  |
| 01.01.1945 года | 2-й Белорусский фронт   | 50-я армия | —                       | —                                                                  |
| 01.02.1945 года | 2-й Белорусский фронт   | —          | —                       | —                                                                  |
| 01.03.1945 года | 2-й Белорусский фронт   | 70-я армия | 96-й стрелковый корпус  | —                                                                  |
| 01.04.1945 года | 2-й Белорусский фронт   | 70-я армия | 96-й стрелковый корпус  | —                                                                  |
| 01.05.1945 года | 2-й Белорусский фронт   | 70-я армия | 96-й стрелковый корпус  | —                                                                  |

## Командование дивизии
Командиры
- Василенко Емельян Иванович (01.08.1941 — 15.09.1941), подполковник;
- Фисенко Гавриил Иванович (16.09.1941 — 28.02.1942), подполковник, с 28.11.1941 полковник;
- Головко Алексей Павлович (01.03.1942 — 08.05.1942), подполковник;
- Казишвили, Михаил Зурабович (09.05.1942 — 09.03.1943), полковник;
- Хазов, Иван Васильевич (10.03.1943 — 15.11.1943), генерал-майор;
- Лазаренко, Иван Сидорович (16.11.1943 — 25.06.1944), генерал-майор (погиб 25.06.1944, Герой Советского Союза, похоронен в г. Могилёве)
- Галайко, Пётр Семёнович (26.06.1944 — 13.10.1944), полковник;
- Федотов, Александр Александрович (14.10.1944 — 03.03.1945), полковник;
- Голубев, Иван Андреевич (04.03.1945 — 03.07.1945), полковник.

Начальники штаба
- полковник Калачёв, Василий Александрович (11.11.1944 — 03.07.1945), полковник

## Награды и наименования
| Награда (наименование)              | Дата       | За что награждена |
| ----------------------------------- | ---------- | --- |
| Почётное наименование «Карачевская» | 15.08.1943 | присвоено приказом Верховного Главнокомандующего от 15 августа 1943 года за отличие в боях за освобождение Карачева |
| Орден Красного Знамени              | 10.07.1944 | награждена указом Президиума Верховного Совета СССР от 10 июля 1944 года за образцовое выполнение заданий командования в боях при форсировании рек Проня и Днепр, прорыв сильно укреплённой обороны немцев, а также за овладение городами Могилёв, Шклов и Быхов, проявленные при этом доблесть и мужество |

Награды частей дивизии:
- 1223-й стрелковый Краснознамённый[5] полк
- 1225-й стрелковый Осовецкий Краснознамённый[6] орденов Суворова[5] и Александра Невского[7] полк
- 1227-й стрелковый Гдынский Краснознамённый[8] ордена Александра Невского[9] полк
- 929-й артиллерийский орденов Кутузова[5] и Александра Невского[9] полк
- 236-й отдельный истребительно-противотанковый ордена Богдана Хмельницкого[8] дивизион
- 438-й отдельный сапёрный ордена Богдана Хмельницкого[8] батальон
- 817-й отдельный Гдынский[10] батальон связи

## Отличившиеся воины дивизии
| Награда | Ф. И. О.                       | Должность                                                                                                   | Звание               | Дата награждения                 | Примечания |
| ------- | ------------------------------ | --- | -------------------- | -------------------------------- | ---------- |
|         | Воробьёв, Василий Петрович     | Разведчик 428-й отдельной разведывательной роты                                                             | сержант              | 21.08.1944 07.03.1945 29.06.1945 | —          |
|         | Караев, Аниа                   | Разведчик взвода пешей разведки                                                                             | красноармеец         | 21.08.1944 07.03.1945 29.06.1945 | —          |
|         | Лупиков, Сергей Агафонович     | Командир отделения взвода пешей разведки 1223-го стрелкового полка Помощник командира взвода пешей разведки | красноармеец сержант | 21.08.1944 07.03.1945 29.06.1945 | —          |
|         | Лазаренко, Иван Сидорович      | Командир дивизии                                                                                            | генерал-майор        | 21.07.1944                       | посмертно  |
|         | Морозов, Василий Фёдорович     | Командир 1227-го стрелкового полка                                                                          | подполковник         | 29.06.1945                       | —          |
|         | Свидерский, Савелий Алексеевич | Командир 1225-го стрелкового полка                                                                          | полковник            | 29.06.1945                       | —          |

## Память
- Музей дивизии в городе Кургане